# Ianuarie 2009
Acest articol este generat integral pe baza informațiilor din articolul 2009 și este actualizat periodic de un robot.
 Editările făcute în articol vor fi șterse la următoarea actualizare! Dacă doriți să faceți modificări, editați articolul-sursă.

ianuarie -
februarie -
martie -
aprilie -
mai -
iunie -
iulie -
august -
septembrie -
octombrie -
noiembrie -
decembrie
Ianuarie 2009 a fost prima lună a anului și a început într-o zi de joi.

## Evenimente

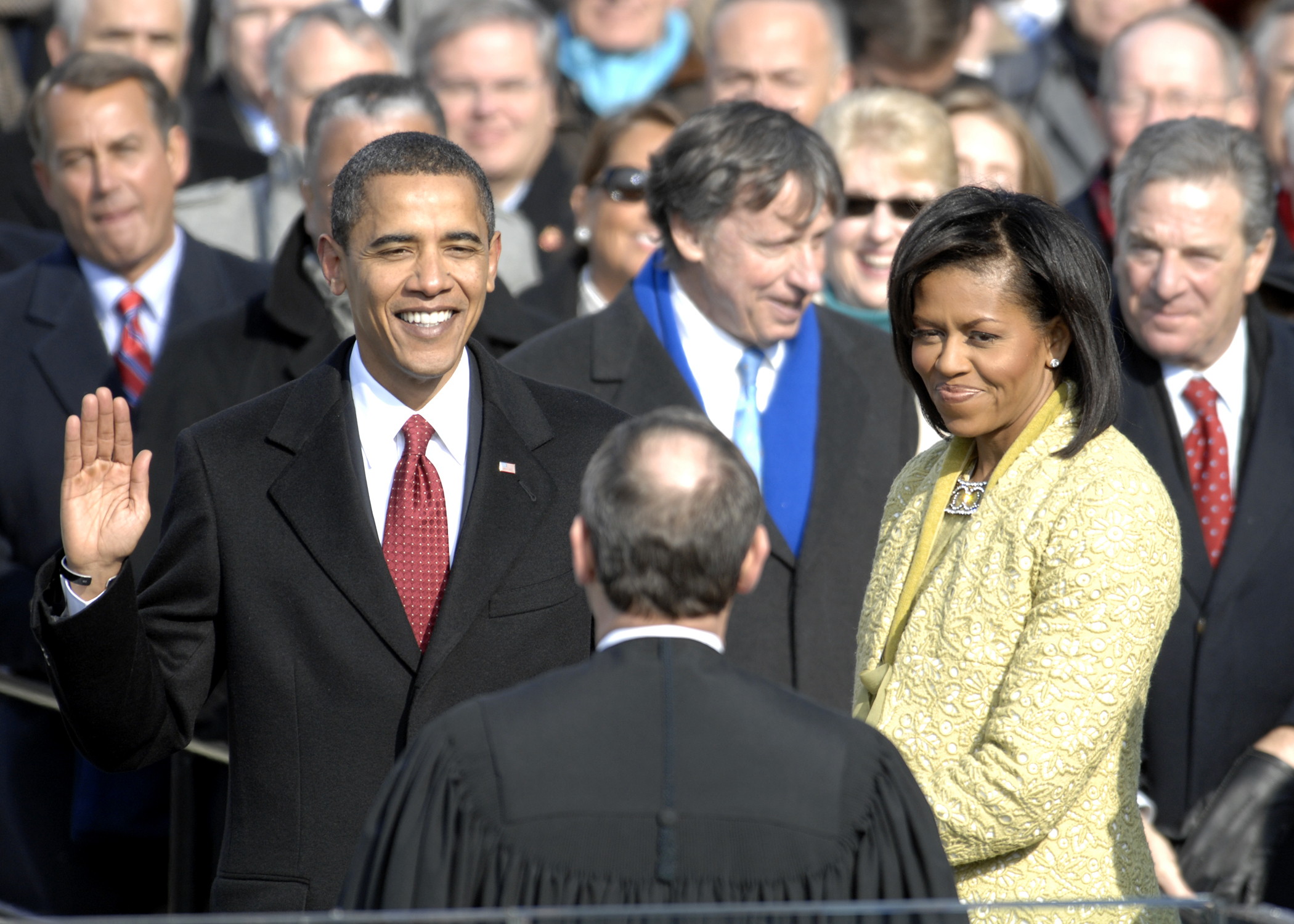
20 ianuarie: Democratul Barack Obama devine cel de-al 44-lea președinte al Statelor Unite.

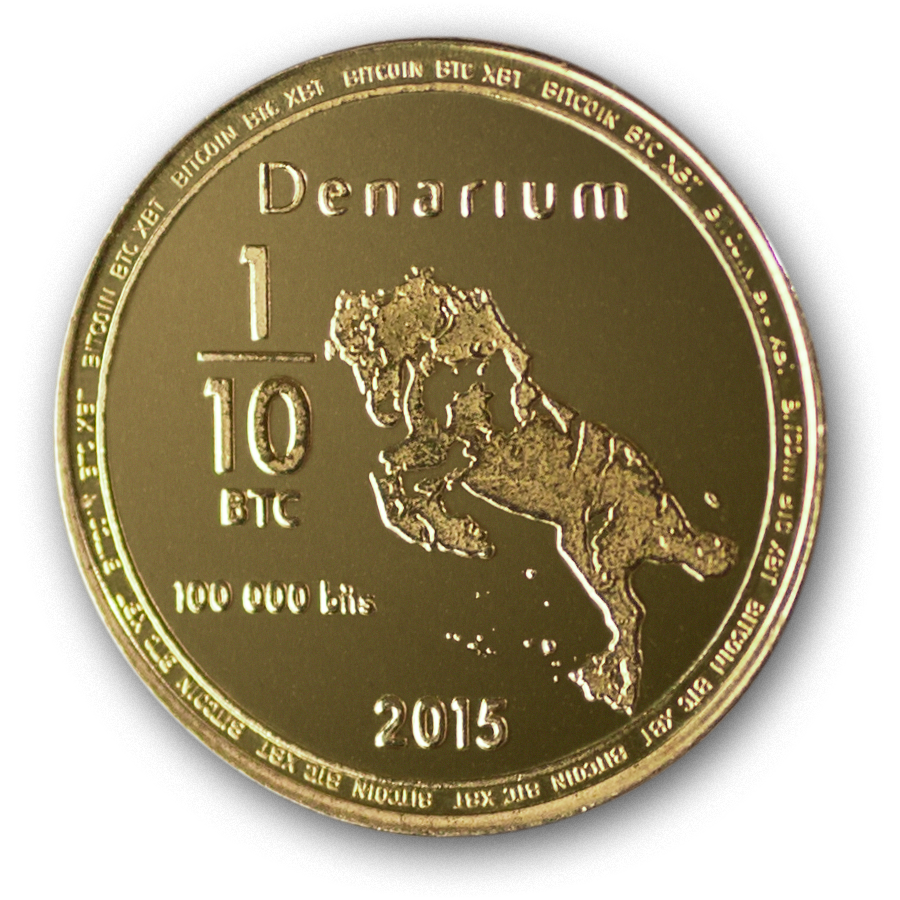
Este lansat Bitcoin, un sistem de plată electronică descentralizat și o monedă digitală (criptomonedă) opensource.

- 1 ianuarie: Republica Cehă a preluat de la Franța președinția Consiliului Uniunii Europene.
- 1 ianuarie: Slovacia a adoptat euro ca monedă națională.
- 1 ianuarie: Irlanda devine prima țară din lume care interzice folosirea becurilor incandescente.
- 1 ianuarie: Asunción devine Capitală Americană a Culturii, iar Vilnius și Linz devin Capitale Europene ale Culturii.
- 3 ianuarie: Forțele tereste israeliene au intrat în Fâșia Gaza. Bilanțul victimelor după opt zile de război a ajuns la peste 460 de morți și aproximativ 4.000 de răniți [1].
- 7 ianuarie: Gazprom întrerupe furnizarea gazelor către Europa. Premierul rus, Vladimir Putin, a declarat că actuala criză a gazului dintre Rusia și Ucraina va determina Europa să susțină proiectul gazoductului Nord Stream, care urmează să lege direct Rusia de Germania, pe sub Marea Baltică.
- 11 ianuarie: Are loc cea de-a 66-a ediție a Premiilor Globul de Aur.
- 15 ianuarie: US Airways Zborul 1549 aterizează forțat pe suprafața râului Hudson. Toți cei 155 de pasageri și echipajul sunt evacuați în siguranță.
- 17 ianuarie: Ehud Olmert, premierul Israelului anunță că a fost adoptată o rezoluție pentru încetarea unilaterală a focului în Fâșia Gaza. După 22 de zile de la începutul ofensivei israeliane, bilanțul este de 1.200 de palestinieni morți, dintre care 410 copii și 108 femei.[2]
- 20 ianuarie: Sfârșitul mandatului președintelui George W. Bush și începutul mandatului celui de-al 44-lea președinte american, democratul Barack Obama.
- 20 ianuarie: Rusia reia livrările de gaze spre Europa la o zi după semnarea unui acord cu Ucraina.
- 24 ianuarie: În România au loc manifestări dedicate împlinirii a 150 de ani de la Unirea Principatelor Române.
- 29 ianuarie: Jaf armat la o casă de schimb valutar din Brașov soldat cu doi morți și un rănit.

## Decese
- 2 ianuarie: Ryuzo Hiraki, 77 ani, fotbalist japonez (n. 1931)
- 3 ianuarie: Gabriela Tudor, 51 ani, om de afaceri român (n. 1957)
- 5 ianuarie: Mircea Stănescu, 39 ani, politician român, fiul lui Sorin Roșca Stănescu (n. 1969)
- 6 ianuarie: Ron Asheton (Ronald Frank Asheton), 60 ani, muzician american (The Stooges), (n. 1948)
- 10 ianuarie: Paramon Maftei, 83 ani, solist român de operă (tenor), (n. 1935)
- 10 ianuarie: Ioan Nemeș, 85 ani, biolog român (n. 1924)
- 12 ianuarie: Claude Berri (n. Claude Berel Langmann), 74 ani, regizor francez (n. 1934)
- 12 ianuarie: Arne Næss, 96 ani, filosof norvegian (n. 1912)
- 13 ianuarie: Patrick McGoohan, 80 ani, actor american (n. 1928)
- 14 ianuarie: Victor Dolipschi, 58 ani, sportiv român (lupte), (n. 1950)
- 14 ianuarie: Jan Kaplický, 71 ani, arhitect ceh (n. 1937)
- 15 ianuarie: Olivier Clément, 87 ani, teolog francez (n. 1921)
- 16 ianuarie: Andrew Newell Wyeth, 91 ani, pictor american (n. 1917)
- 18 ianuarie: Victor Ciutac, 71 ani, actor din R. Moldova (n. 1938)
- 18 ianuarie: Grigore Vieru, 73 ani, poet român din Republica Moldova, membru corespondent al Academiei Române (n. 1935)
- 20 ianuarie: Mihai Rădulescu, 72 ani, scriitor și istoric român (n. 1936)
- 20 ianuarie: Eugen Trofin, 77 ani, antrenor român de handbal (n. 1931)
- 25 ianuarie: Eleanor F. Helin (n. Eleanor Key Francis), 76 ani, astronom american (n. 1932)
- 27 ianuarie: John Updike (John Hoyer Updike), 76 ani, scriitor american (n. 1932)
- 27 ianuarie: Ramaswamy Venkataraman, 98 ani, al 8-lea președinte al Indiei (1987-1992), (n. 1910)
- 30 ianuarie: Teddy Mayer (Edward Everett Mayer), 73 ani, cofondatorul echipei de Formula 1 McLaren (n. 1935)
- 31 ianuarie: Lino Aldani, 82 ani, scriitor italian (n. 1926)
- 31 ianuarie: Virgil Constantinescu (n. Virgiliu Niculae G. Constantinescu), 78 ani, inginer român, președinte al Academiei Române (n.1931)
- 31 ianuarie: Virgiliu N. Constantinescu, inginer român (n. 1931)